# Clementina d'Alcanar
La Clementina d'Alcanar és el conjunt de clementines produïdes dintre de l'àrea d'influència del municipi d'Alcanar (Montsià) i que es poden consumir en òptimes condicions entre els mesos de novembre a febrer Aquesta clementina es troba inclosa dintre de la Indicació Geogràfica Protegida (IGP) "Clementines de les Terres de l'Ebre" que aplega les clementines produïdes a les comarques del sud de Catalunya, concretament les del Baix Ebre i Montsià.
Des de fa uns anys la Fundació Alícia està treballant conjuntament amb l'Ajuntament d'Alcanar per donar a conèixer aquest producte i totes les seves propietats i utilitats. Les accions que s'han dut a terme fins ara han estat la presentació de la clementina d'Alcanar a diferents mercats de Barcelona com el de la Boqueria, el de la Concepció i el de la Llibertat i la publicació del receptari La Clementina d'Alcanar a la Cuina. 